# Acacia tenuifolia
Acacia tenuifolia é uma espécie de leguminosa do gênero Acacia, pertencente à família Fabaceae.